# Canton (Carolina del Nord)
Canton és una població dels Estats Units a l'estat de Carolina del Nord. Segons el cens del 2000 tenia 4.029 habitants.

## Demografia
Segons el cens del 2000, Canton tenia 4.029 habitants, 1.819 habitatges i 1.118 famílies. La densitat de població era de 407,2 habitants per km².
Dels 1.819 habitatges en un 22,7% hi vivien nens de menys de 18 anys, en un 47,7% hi vivien parelles casades, en un 10,5% dones solteres, i en un 38,5% no eren unitats familiars. En el 35,4% dels habitatges hi vivien persones soles el 20,3% de les quals corresponia a persones de 65 anys o més que vivien soles. El nombre mitjà de persones vivint en cada habitatge era de 2,17 i el nombre mitjà de persones que vivien en cada família era de 2,78.
Per edats la població es repartia de la següent manera: un 19,6% tenia menys de 18 anys, un 6,9% entre 18 i 24, un 26% entre 25 i 44, un 24,1% de 45 a 60 i un 23,5% 65 anys o més.
L'edat mediana era de 43 anys. Per cada 100 dones de 18 o més anys hi havia 81,7 homes.
La renda mediana per habitatge era de 28.775 $ i la renda mediana per família de 38.191 $. Els homes tenien una renda mediana de 28.792 $ mentre que les dones 22.143 $. La renda per capita de la població era de 17.995 $. Entorn del 9,5% de les famílies i el 13,3% de la població estaven per davall del llindar de pobresa.

## Poblacions més properes
El següent diagrama mostra les poblacions més properes.